# Arte arcaico
Arte arcaico es un concepto de la historiografía, la crítica y la teoría del arte.
"Arcaísmo", "arcaizante" o "arcaicismo" (no debe confundirse con el arcaísmo lingüístico) son términos que se utilizan para designar las características "anticuadas" o "primitivas" de una obra concreta o del estilo particular de un artista o de un movimiento artístico o época enteros. A veces se emplea el término "primitivismo", pero esa denominación es la de un movimiento artístico concreto. También puede asociarse como definitorio de otros estilos que explícita y voluntariamente buscan la simplicidad en los orígenes, con muy distintos medios y resultados, como el prerrafaelismo, la obra de Gauguin, los inicios de la fase cubista de Picasso (Les Demoiselles d'Avignon), el naïf o el art brut.
La división en épocas del arte griego antiguo, especialmente de su escultura, definió una época arcaica previa a la época clásica y helenística. La concepción cíclica de la historia del arte, aplicada a todos los periodos, concibe como "arcaica" la fase formativa, a la que sigue una fase madura o "clásica" y una fase degenerativa o "barroca".

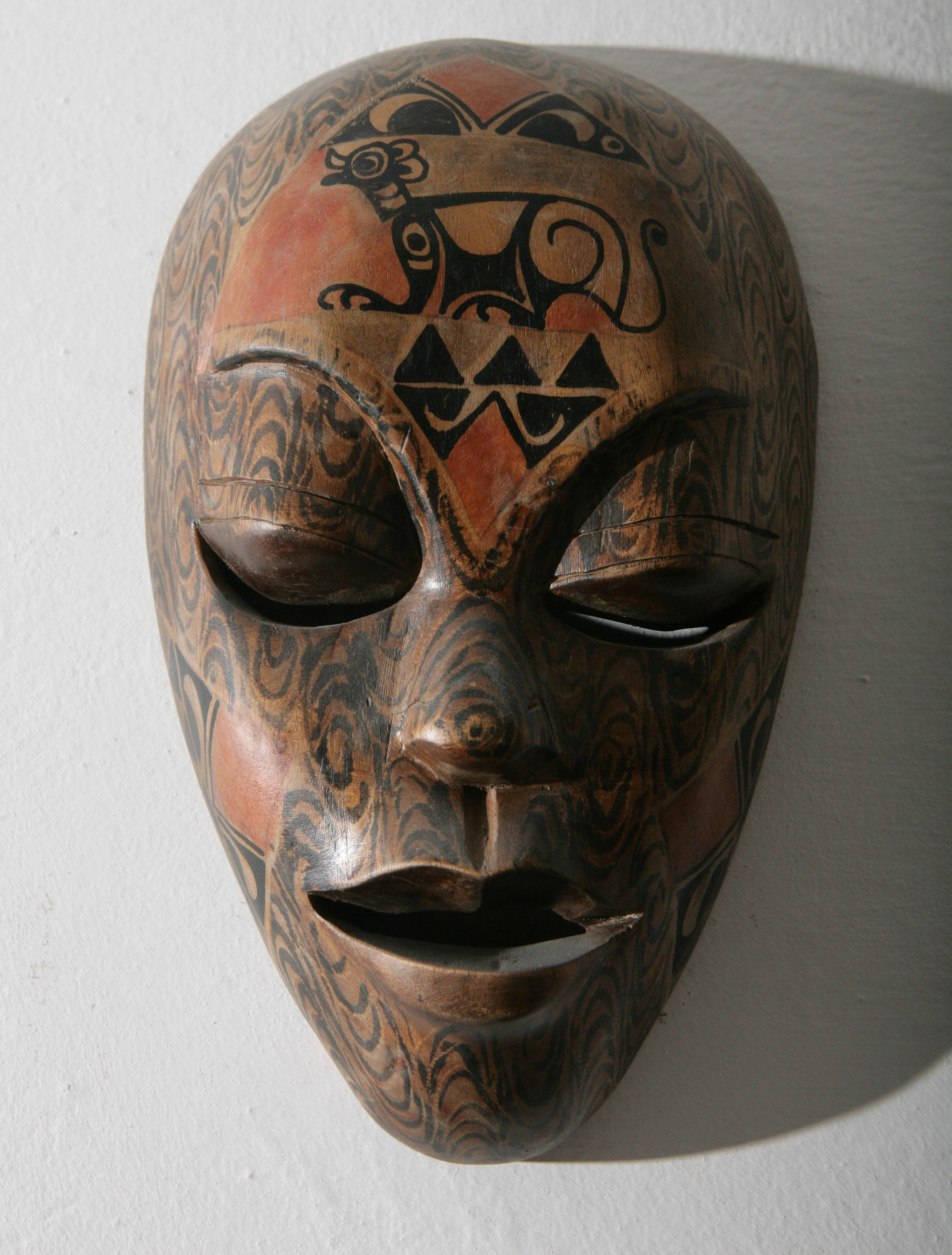
Máscara africana, similar a las que influyeron en Picasso para Les Demoiselles d'Avignon.
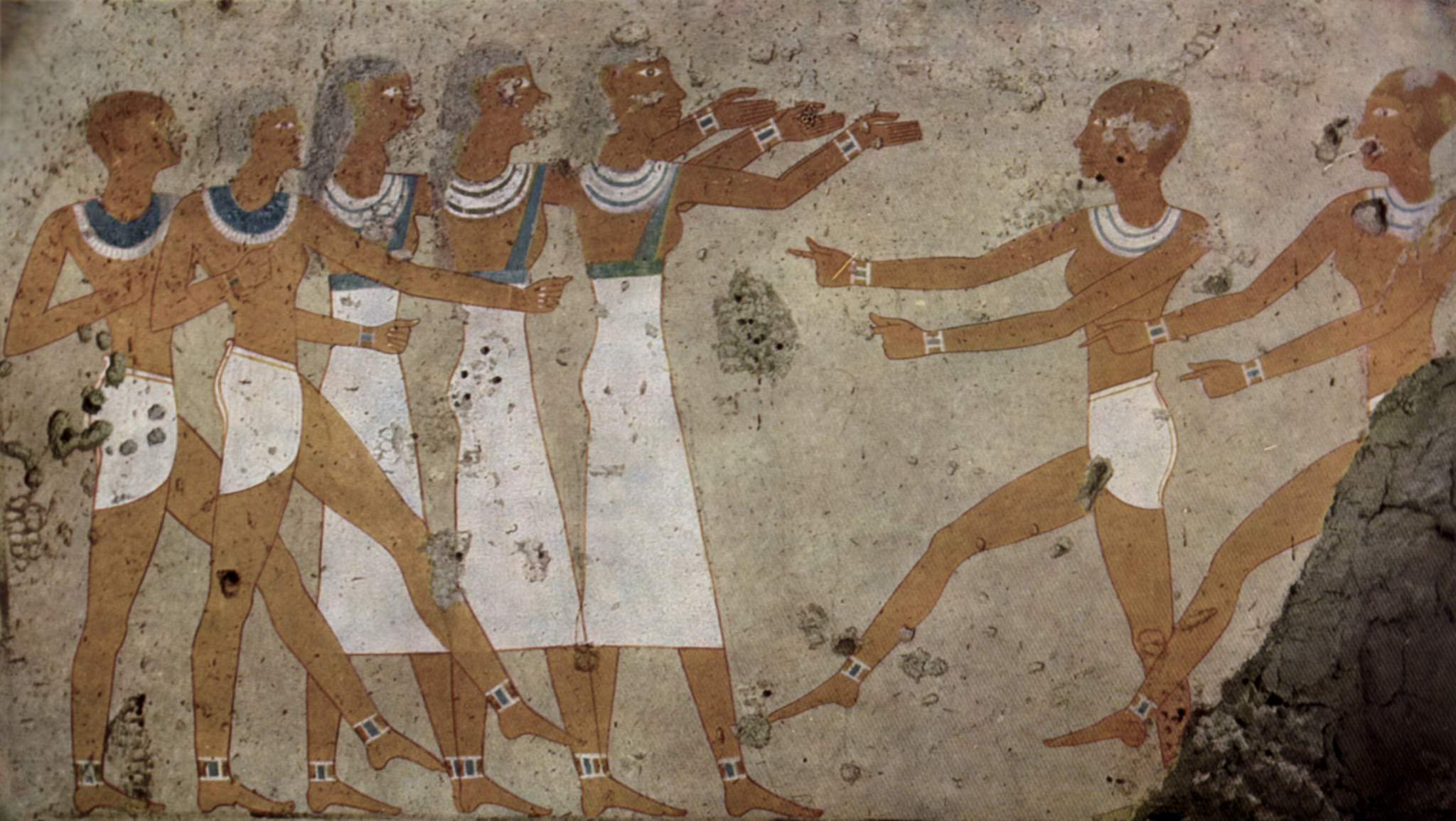
Bailarinas de la tumba de Antefoqer.
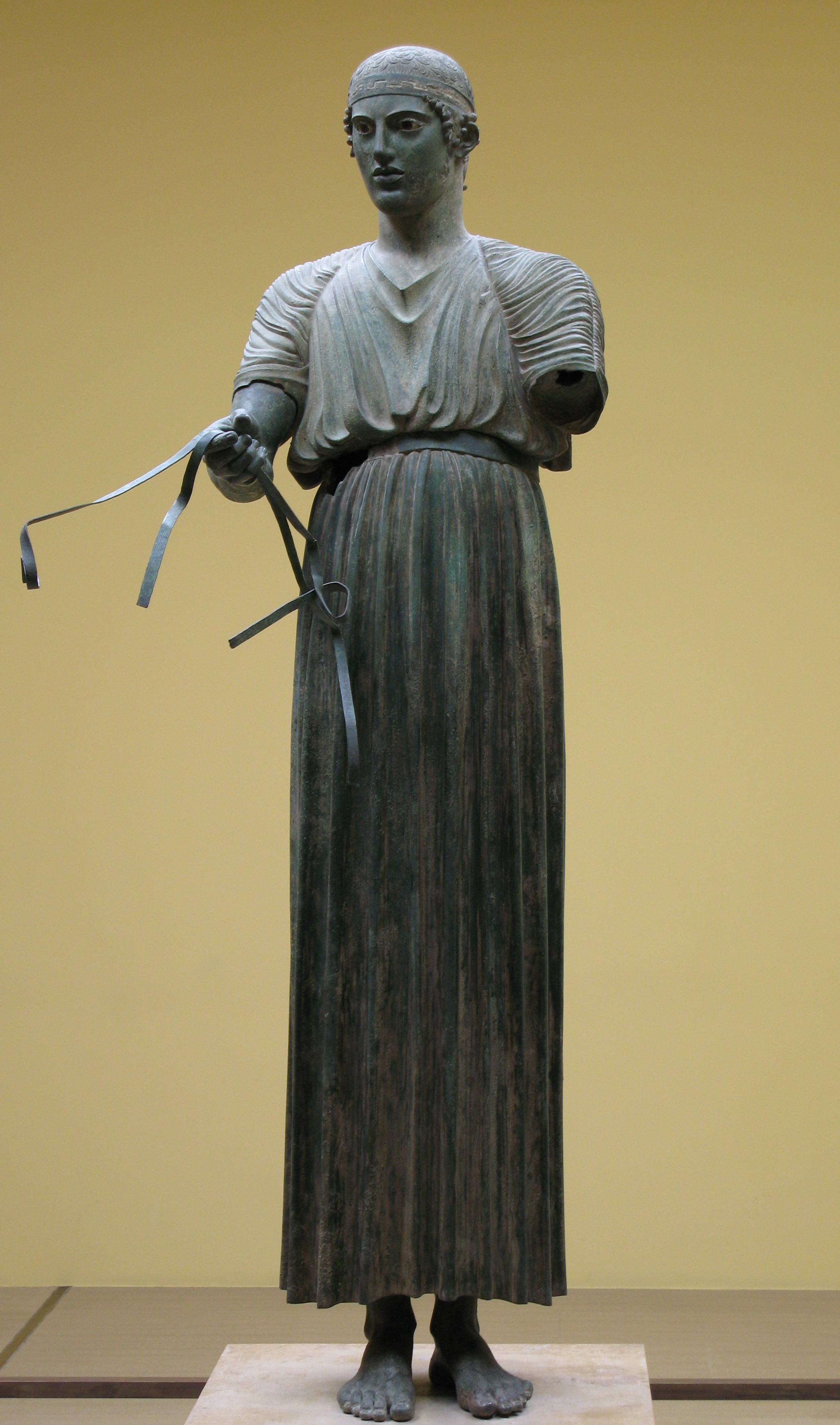
Auriga de Delfos.
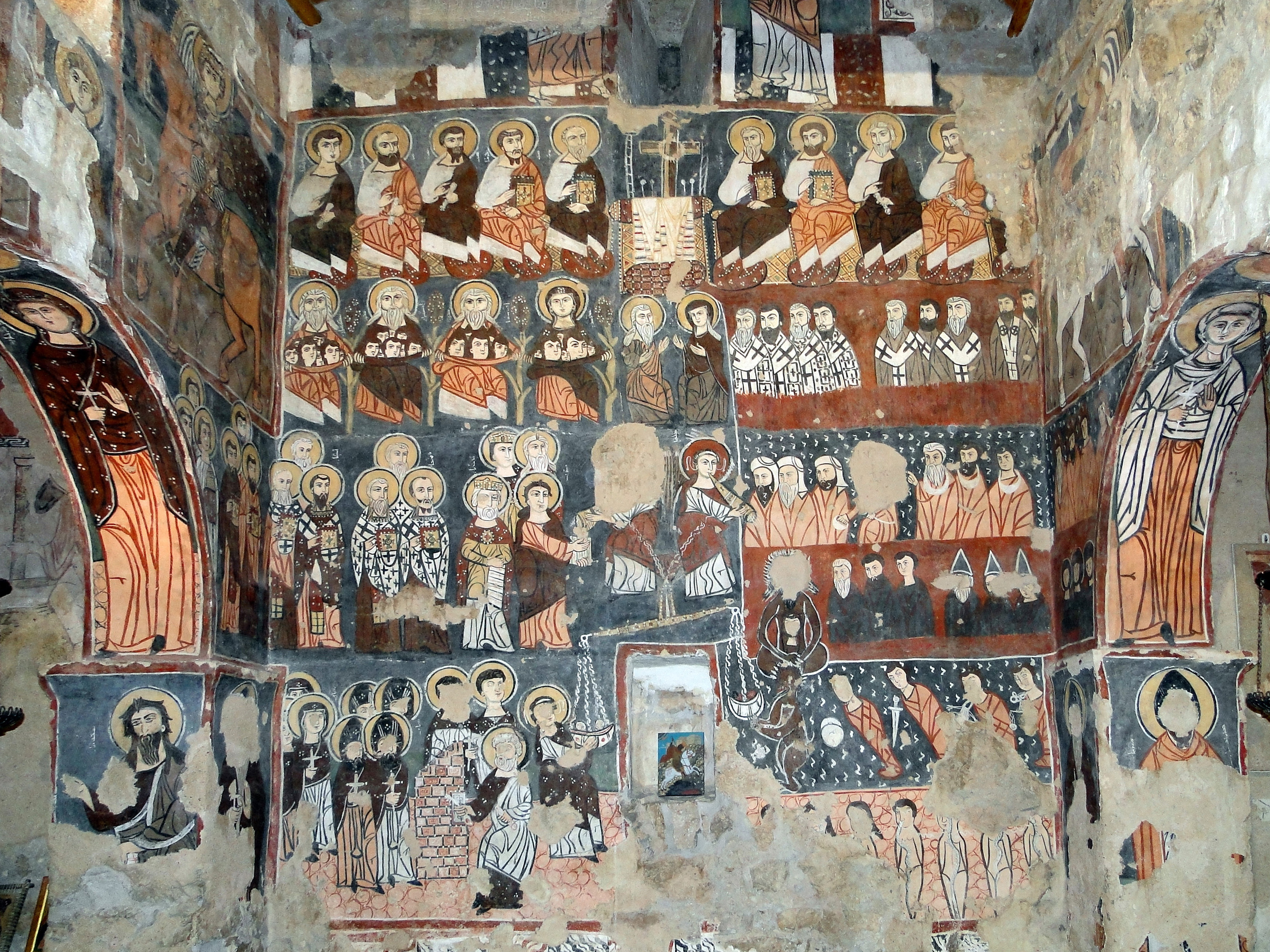
Fresco del monasterio de San Moisés el Abisinio o Deir Mar Musa.
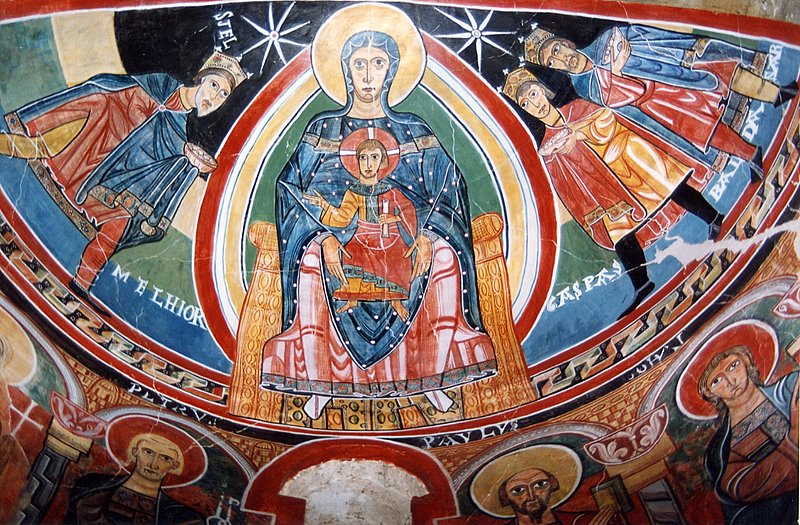
Ábside de Santa María de Tahull.
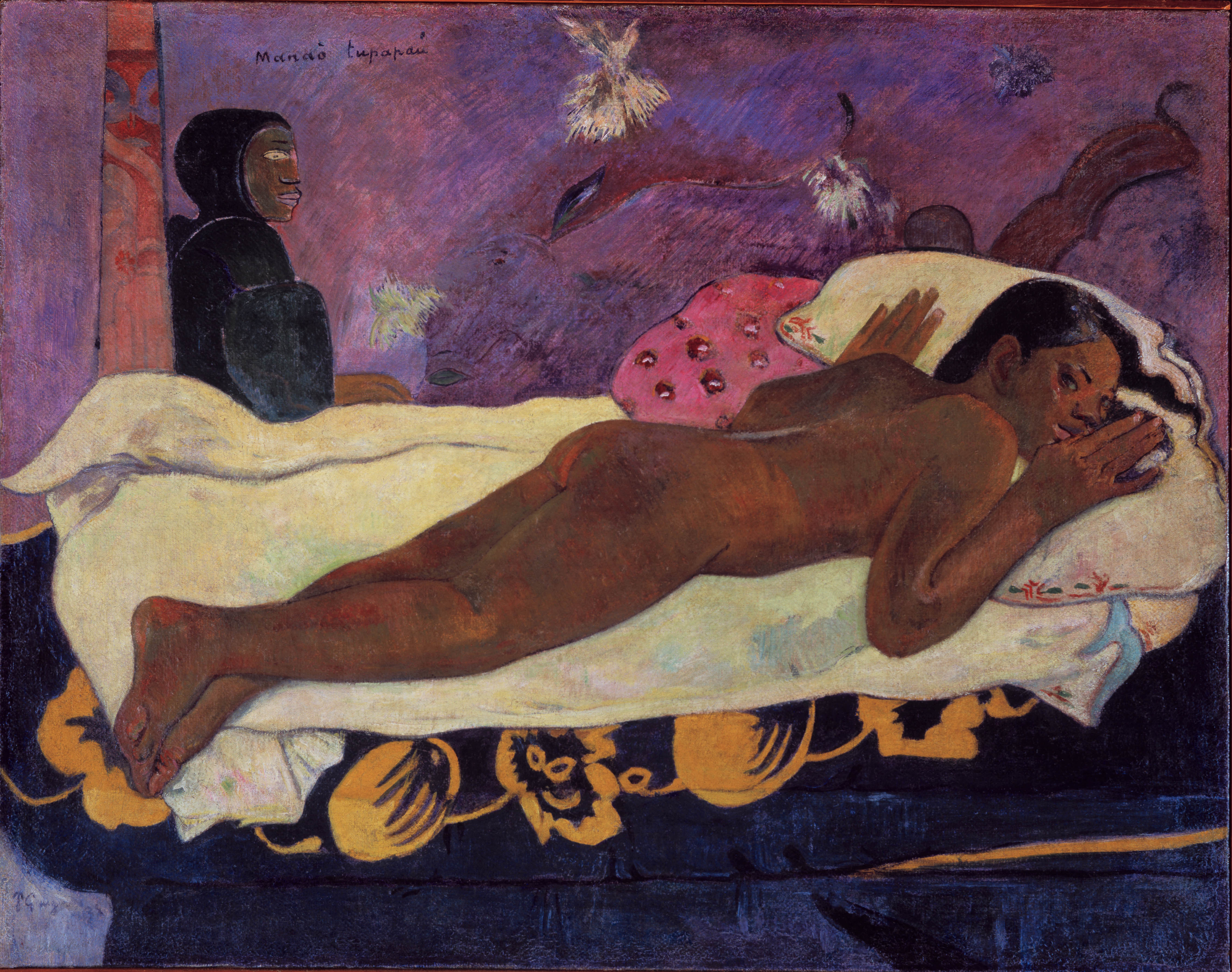
Manao tupapau, de Gauguin.
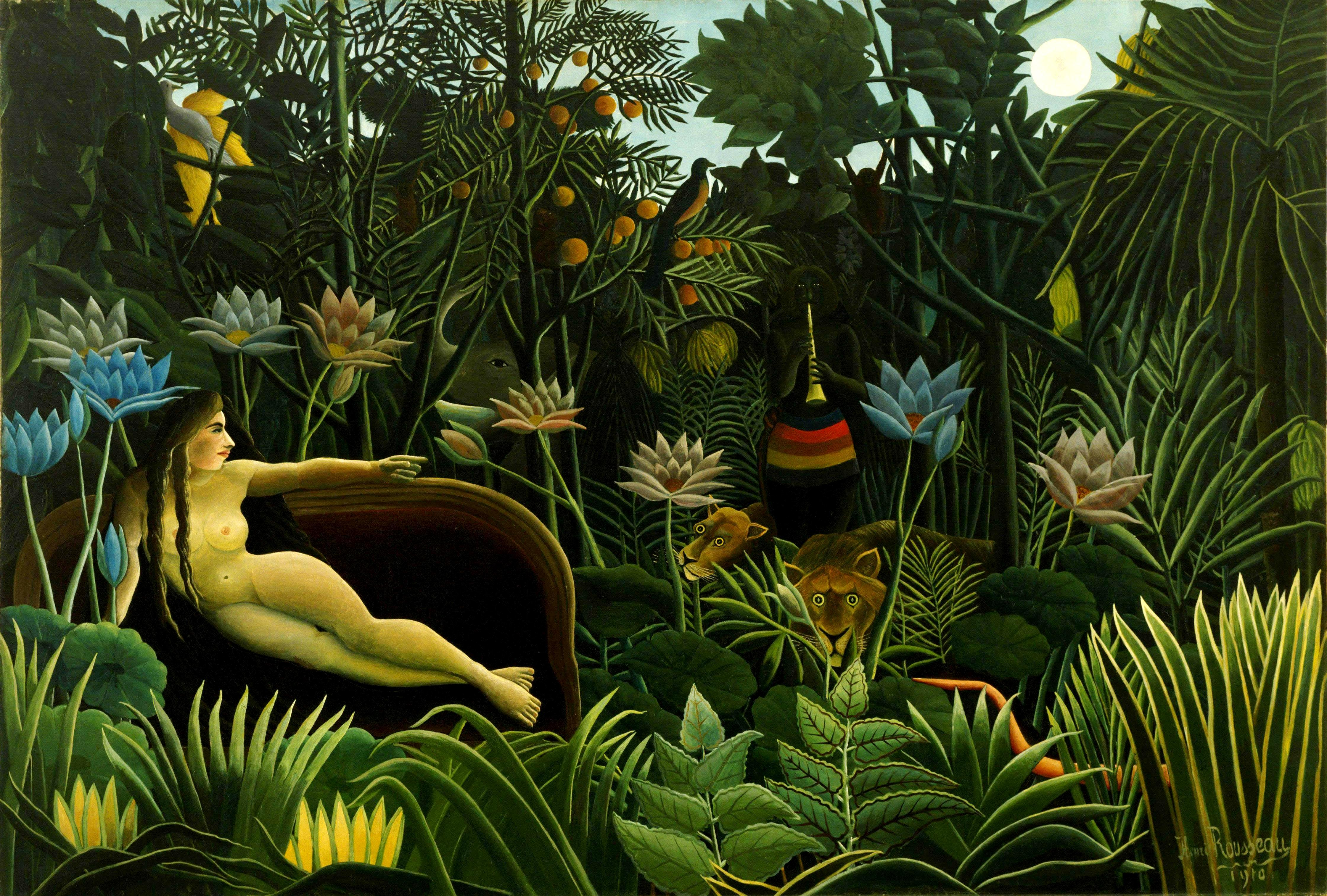
El sueño, de Rousseau "el aduanero".

En artes figurativas se consideran arcaísmos determinadas técnicas de representación (ausencia de perspectiva lineal, yuxtaposición de elementos, frontalismo, hieratismo, estilización, geometrismo, serialización, rasgos como los ojos almendrados, los pliegues rígidos y paralelos -"acartonados"-, etc.) Son las características propias de la plástica egipcia y románica. En arquitectura son arcaísmos los sistemas constructivos superados.
Para Arnold Toynbee "arcaísmo" se opone a "futurismo" (que tampoco se identifica necesariamente con el futurismo, un movimiento artístico y cultural contemporáneo). Ambos se sitúan en la dimensión del tiempo y son reacciones escapistas ante el cambio y el crecimiento, pero contrapuestos (hacia el pasado o hacia el futuro, buscando la autoridad y la tradición o negándolas). Mientras que el arcaísmo es "el intento de evadirse de un presente intolerable reconstruyendo una fase anterior de la vida de una sociedad en desintegración", el futurismo es "el intento de evadirse de un presente dando un salto a las tinieblas de un desconocido futuro". El arcaísmo insiste en la mimesis (imitación), y el futurismo la rechaza. El arcaísmo sólo reconoce personalidades creadoras entre los antepasados, lo que conduce a "perversiones sociales"; el futurismo, reconociendo tal creatividad en su propia personalidad, niega cualquier otra, lo que conduce a "revoluciones sociales".